# Piñata (álbum de Freddie Gibbs y Madlib)
Piñata es el primer álbum colaborativo entre el rapero estadounidense Freddie Gibbs y el productor musical Madlib, también conocidos en conjunto como MadGibbs. Fue publicado el 18 de marzo bajo el sello Madlib Invazion. Enteramente producido por Madlib, cuenta con 17 canciones y colaboraciones con artistas como Raekwon, Earl Sweatshirt, Danny Brown, Domo Genesis, Scarface, BJ the Chicago Kid, Ab-Soul, Casey Veggies, Meechy Darko y Mac Miller, entre otros.
Piñata fue precedido por tres EPs; Thuggin' (2011), Shame (2012) y Deeper (2013). El álbum recibió elogios generalizados por parte de la crítica y debutó en el puesto 39 del Billboard 200, con ventas de 9,000 copias durante su primera semana.

## Concepto y desarrollo
| Te voy a decir la verdad, hermano. Tuve un sueño, loco, en el que tenía un bebé. Era su cumpleaños. Sabes que me gustan las chicas latinas y eso, hermano. Todas mis chicas hablan español, loco. Así que el bebé probablemente sería medio mexicano o algo así. Era un pequeño niño mexicano-negro o algo así. Ese niño quería una piñata, loco, en el sueño. No sé, tal vez estaba cocinando mucho esa semana, porque cuando empezó a golpear la piñata, no salía otra cosa que droga. Y fue como, “Mierda, hermano”. Solo eran niños jugando con la droga. Niños de cuatro años golpeando piñatas llenas de droga. No sé. Fue un sueño bien loco. Así que simplemente lo llamé Cocaine Piñata.—— Freddie Gibbs, hablando en abril de 2013 con HipHopDX sobre cómo surgió el título original del álbum, Cocaine Piñata. |

En un comunicado de prensa, Freddie describió Piñata como "una película de blaxploitation de gánsteres en vinilo. Voy a mostrarte mis defectos, lo que hice mal y en lo que la cagué... No me arrepiento de nada, pero voy a mostrarte las cosas de las que no estoy orgulloso. Les voy a mostrar a todos los negros como se rapea. Mientras siga satisfaciendo a los míos, todos los demás se alinearán". Por su parte, Madlib agregó: "Mi material no está completamente cuantizado... tiene una sensación más humana, así que puede acelerarse o desacelerarse. Por eso hay que ser un tipo de rapero como MF Doom o Freddie, que pueda seguir ese ritmo, de lo contrario vas a sonar fatal".
En febrero de 2014, se publicaron la lista de canciones y la portada del álbum. La portada muestra a Gibbs vistiendo un chándal negro de Adidas y posando en un parque de barrio, con un borde de estampado de cebra que rodea la imagen. En una entrevista concedida a Rolling Stone en marzo de 2014, Madlib habló sobre cómo comenzaron a trabajar en el álbum, diciendo: "Lo conocí a través de Ben Lambo. Él trabajaba en Stones Throw. Escuché parte de un álbum anterior que tenía con Jeezy (Cold Day in Hell). Y Lambo quería ver si podía hacer algo diferente sobre mi estilo de beats. Así empezó todo... Le entregué más de ocho discos de música, y simplemente lo dejé escoger lo que le transmitiera algo. No hice nada más, solo lo dejé elegir cosas con las que pudiera escribir. Pensé que escogería tipos de beats diferentes, pero eligió los más crudos. No tuve que decirle nada, eso era exactamente lo que quería grabar". También habló sobre cómo grabaron el álbum por separado: "No, él grabó las voces por su cuenta. Yo le entregué todos los discos, y él eligió todos los beats que quería, los grabó en su estudio, luego me los pasó, y ahí los terminamos. Yo añadí pequeños detalles, como algunos coros. Eso es lo que suele pasar: los dejo grabar lo que quieran, y luego agrego cosas si es necesario, como más trompetas o algo así... Normalmente estoy ocupado en otras cosas, ¿me entiendes? No tengo tiempo para sentarme a guiar a alguien que ya sabe lo que hace, y ese es el tipo de gente con la que quiero trabajar... No quiero estar ahí como una niñera" Gibbs también comentó que el álbum se grabó durante un período de tres años: "Somos dos tipos muy diferentes. Yo todavía estaba en las calles cuando empecé ese álbum. Y a finales ya no. Puedes notar la evolución en el disco, se nota en los diferentes lugares en los que estaba, porque lo hicimos a lo largo de tres años, ideando los conceptos"

## Sencillos
El sencillo principal del álbum, "Thuggin'", fue publicado el 21 de noviembre de 2011. El segundo sencillo, "Shame", fue publicado el 22 de junio de 2012. El tercer sencillo, "Deeper", fue publicado el 3 de septiembre de 2013.

## Recepción crítica
Piñata fue bien recibido por la crítica especializada. En Metacritic, que normalmente asigna una clasificación en base 100 por reseñadores profesionales, el álbum recibió una puntuación promedio de 82, basada en 19 reseñas.
Nate Patrin de Pitchfork dijo: "No importa si Freddie y Madlib fueran cosniderados artistas para públicos diferentes--unidos por sus visiones intransigentes e independientes, lograron crear algo que los verdaderos fanáticos del hip-hop de ambos lados deberían apreciar". Simon Vozick-Levinson de Rolling Stone dijo: "En sus mejores momentos, Piñata recuerda el clásico debut de Raekwon producido por RZA en 1995, Only Built 4 Cuban Linx... No es casualidad que una de las canciones más destacadas cuente con un excelente y sombrío verso invitado del propio Rae".
Jay Balfour de HipHopDX dijo: "Como gangsta rap, Piñata carece de pretensiones conceptuales; es más un fragmento que una tesis. También representa un nuevo punto de referencia para Gibbs y podría convertirse en su carta de presentación. Como mínimo, suena como uno de los mejores discos del año".

### Listas anuales
| Publicación   | Lista                              | Puesto | Ref.   |
| ------------- | ---------------------------------- | ------ | ------ |
| Billboard     | 10 mejores álbumes de rap del 2014 | 10     | [ 25 ] |
| Complex       | 50 mejores álbumes del 2014        | 33     | [ 26 ] |
| Consequence   | 50 mejores álbumes del 2014        | 10     | [ 27 ] |
| Pitchfork     | 50 mejores álbumes del 2014        | 43     | [ 28 ] |
| Rolling Stone | 40 mejores álbumes de rap del 2014 | 6      | [ 29 ] |
| Spin          | 40 mejores álbumes de rap del 2014 | 3      | [ 30 ] |
| Stereogum     | 40 mejores álbumes de rap del 2014 | 5      | [ 31 ] |
| Vibe          | 46 mejores álbumes del 2014        | 22     | [ 32 ] |

## Lista de canciones
Todas fueron producidas Madlib.
| Nº             | Título         | Participaciones                                                        | Compositores                                                                                    | Duración |
| -------------- | -------------- | ---------------------------------------------------------------------- | ----------------------------------------------------------------------------------------------- | -------- |
| 1              | Supplier       | —                                                                      | Otis Jackson                                                                                    | 0:48     |
| 2              | Scarface       | —                                                                      | Fredrick Tipton, Otis Jackson                                                                   | 2:06     |
| 3              | Deeper         | —                                                                      | Tipton, Jackson, Curtis McCormick                                                               | 3:19     |
| 4              | High           | Danny Brown                                                            | Tipton, Jackson, Daniel Sewell                                                                  | 2:57     |
| 5              | Harold's       | —                                                                      | Tipton, Jackson                                                                                 | 2:49     |
| 6              | Bomb           | Raekwon                                                                | Tipton, Jackson, Corey Woods                                                                    | 3:43     |
| 7              | Shitsville     | —                                                                      | Tipton, Jackson                                                                                 | 3:31     |
| 8              | Thuggin'       | —                                                                      | Tipton, Jackson, Joachim Sherylee                                                               | 3:46     |
| 9              | Real           | —                                                                      | Tipton, Jackson                                                                                 | 3:34     |
| 10             | Uno            | —                                                                      | Tipton, Jackson                                                                                 | 2:47     |
| 11             | Robes          | Domo Genesis, Earl Sweatshirt                                          | Tipton, Jackson, Dominique Cole, Thebe Kgositsile                                               | 5:04     |
| 12             | Broken         | Scarface                                                               | Tipton, Jackson, Brad Jordan                                                                    | 4:08     |
| 13             | Lakers         | Ab-Soul, Polyester the Saint                                           | Tipton, Jackson, Herbert Stevens, Christopher Cleveland                                         | 4:30     |
| 14             | Knicks         | —                                                                      | Tipton, Jackson                                                                                 | 3:39     |
| 15             | Shame          | BJ the Chicago Kid                                                     | Tipton, Jackson, Bryan Sledge                                                                   | 3:03     |
| 16             | Watts          | Big Time Watts                                                         | Jackson, G. Watts                                                                               | 1:55     |
| 17             | Piñata         | Domo Genesis, G-Wiz, Casey Veggies, Sulaiman, Meechy Darko, Mac Miller | Tipton, Jackson, Cole, Glenn Browder, Casey Jones, S. Shabazz, Dimitri Simms, Malcolm McCormick | 8:33     |
| Duración total | Duración total | Duración total                                                         | Duración total                                                                                  | 60:13    |

Créditos de sampleos
- Deeper samplea la canción "A Fool for You", de the Ledgends.[33]
- Thuggin samplea la canción "Way Star", de Rubba.[34]
- Robes samplea la canción "Sweet Dreamers" de Lenny White.[35]
- Shame samplea la canción "Wish That You Were Mine" de The Manhattans.[36]
- High samplea la canción "I Get High" de Pure Magic.[37]
- Shitsville samplea la canción "Up Market" de Andy Quin.[38]
- Lakers samplea la canción "Waiting" de Deniece Williams.[39]
- Bomb samplea la canción "Goblin" de Goblin.[40]
- Harold's samplea la canción "Let Me Be the First to Know" de Rose Royce.[41]
- Knicks samplea la canción "I Care for You" de The Ovations.[42]
- Uno samplea la canción "Shibolet" de Synergy.[43]
- Broken samplea la canción "Wherever You Are" de Isaac Hayes.[44]

## Créditos
Créditos de Piñata por AllMusic.
- Ab-Soul – artista invitado
- Eothen Alapatt – productor ejecutivo
- Peter Beste – fotografía de portada
- BJ the Chicago Kid – artista invitado
- Archibald Bonkers – productor ejecutivo
- Glenn "G-Wiz" Browder – ingeniero de sonido
- Danny Brown – artista invitado
- Casey Veggies – artista invitado
- Dave Cooley – masterización, mezcla
- Meechy Darko – artista invitado
- Josh Fadem – ingeniero de sonido
- Domo Genesis – artista invitado
- Freddie Gibbs – artista principal, autor de cita, rap
- G-Wiz – artista invitado
- Kelly Hibbert – masterización, mezcla
- Otis "Madlib" Jackson – ritmos, artista principal, productor
- Brad "Scarface" Jordan – artista invitado
- Ben "Lambo" Lambert – productor ejecutivo
- Malcolm "Mac Miller" McCormick – artista invitado
- Henoch Moore – coordinación de producción
- Polyester the Saint – artista invitado
- Raekwon – artista invitado
- Matthew Scott – fotografía
- Sulaiman – artista invitado
- Earl Sweatshirt – artista invitado
- Big Time Watts – artista invitado